# Bergstedt (Hamburg)
Bergstedt, Hamburg-Bergstedt – część miasta (niem. Stadtteil) Hamburg w Niemczech, w okręgu administracyjnym Wandsbek.
1 kwietnia 1938 na mocy ustawy o Wielkim Hamburgu włączony w granice miasta.